# Symphysanodon parini
Symphysanodon parini är en fiskart som beskrevs av Anderson och Springer 2005. Symphysanodon parini ingår i släktet Symphysanodon och familjen Symphysanodontidae. Inga underarter finns listade i Catalogue of Life.